# Diocèse d'Ebebiyin
Le diocèse d’Ebebiyin est un diocèse catholique de Guinée équatoriale.

## Historique
Le diocèse est érigé le 15 octobre 1982, à partir du diocèse de Bata. Son siège, en construction fin 2013, a été financé par le gouvernement équatoguinéen.
Le diocèse d'Ebebiyin est suffragant de l'archidiocèse de Malabo.

## Évêques
- Ildefonso Obama Obono (de) (19 octobre 1982 - 9 juillet 1991)
- Juan Matogo Oyana (de), C.M.F. (11 octobre 1991 - 11 mai 2002)
- Alfred Maria Oburu Asue, C.M.F. (8 mars 2003 - 27 août 2006)
- Juan Nsue Edjang Mayé (19 février 2011 - 11 février 2015)
- Miguel Angel Nguema Bee (de) (depuis le 1er avril 2017)